# Kerens (Teksas)
Kerens je grad u američkoj saveznoj državi Teksas. Prema popisu stanovništva iz 2010. u njemu je živjelo 1.573 stanovnika.